# Zaagvinken
Zaagvinken (Phytotomidae) zijn een voormalige familie van vogels uit de orde zangvogels. Tegenwoordig zijn de tot deze familie behorende vogels ondergebracht in de familie Cotinga's.

## Kenmerken
Deze vogel is te herkennen aan de afgeronde snavel met een getande snijrand. De lichaamslengte bedraagt 18 tot 19,5 cm.

## Leefwijze
Hun voedsel bestaat uit bladen, knoppen, scheuten en vruchten.

## Voortplanting
Het rommelige nest is gebouwd van wortelvezels, waarin 2 tot 4 groenblauwe eieren worden gelegd met een donkere tekening.

## Verspreiding en leefgebied
Deze vogels komen in verschillende delen van Zuid-Amerika voor in landbouwgebieden.

## Taxonomie
- Geslacht Phytotoma
  - Peruaanse zaagvink (Phytotoma raimondii)
  - Rosse zaagvink (Phytotoma rutila)
  - Roodstaartzaagvink (Phytotoma rara)